# Sun Country Airlines
Sun Country Airlines – amerykańska tania linia lotnicza z siedzibą w Eagan w stanie Minnesota. Głównym węzłem jest port lotniczy Minneapolis-Saint Paul.
Agencja ratingowa Skytrax przyznała linii trzy gwiazdki.

## Flota
Według stanu na marzec 2025 flota Sun Country Airlines składała się z 58 samolotów, w tym 14 przeznaczonych do transportu cargo, o średnim wieku 17,7 lat:
| Samolot          | Samolot | Samolot   | Liczba miejsc | Liczba miejsc | Uwagi                                                      |
| Model            | Aktywne | Zamówione | E             | Łącznie       | Uwagi                                                      |
| ---------------- | ------- | --------- | ------------- | ------------- | ---------------------------------------------------------- |
| Boeing 737-800   | 44      | -         | 186           | 186           |                                                            |
| Boeing 737-800   | 14      | 4         | -             | -             | Konfiguracja cargo, prowadzą operacje dla Amazon Prime Air |
| Boeing 737-900ER | -       | 5         | -             | -             |                                                            |
| Łącznie          | 58      | 9         |               |               |                                                            |